# Министър-председател на Иран
Министър-председател на Иран е политически пост в Иран, който съществува от времето на управление на династия Каджар (когато страната е международно известна като Персия), до 1989 г. след иранската революция.

## История

### Каджар
По времето на Каджар, премиерите са известни с различни титли. Най-вече като „атаабак“ или „атаабак-д а'зам“. Рядко се използва термина министър-председател. Реза Шах Пахлави е последният премиер на династията Каджар през 1923 г.

### Пахлави
През 1925 г. Реза Пахлави става шах на Иран. Той назначава Мохамед Али Форуги като премиер. През 1941 г. синът му Мохамед Реза Пахлави става шах, който също оставя Форуги на поста. През 1951 г. Мохамед Мосадег става министър-председател, но е свален след държавен преврат през 1953 г. Шапур Бахтияр е последният премиер на династията Пахлави.

### Ислямска република Иран
След иранската революция от 1979 г., аятолах Хомейни назначава Мехди Базарган като министър-председател на временното правителство, което работи до ноември 1979 г., когато подава оставка по време на кризата със заложниците в Иран.
Постът остава празен, докато Аболхасан Банисадр става президент през януари 1980 г. и избира Мохамед Али Раджай за министър-председател, най-вече заради натиска, наложен от представители на Меджлиса, особено тези, в близост до ислямската републиканска партия. Раджай е на поста до импийчмънта на Банисадр през юни 1981 г., след което е избран за президент на 24 юли 1981 г. Наследява го Мохамед Джавад Бахонар, но за кратко, защото са убити заедно само няколко седмици по-късно, на 30 август 1981 г.
Когато Али Хаменеи става президент през октомври 1981 г., той предлага десния Али Акбар Велаяти пред Меджлиса за министър-председател, но той е отхвърлен от лявото мнозинство в парламента, което след това принуждава да бъде избран техния предпочитан премиер от Хаменеи, а именно Мир Хосеин Мусави. Спорът приключва с намесата на върховния лидер аятолах Рухолах Хомейни, който съветва президента да избере Мусави.
Мусави е на поста до 1989 г., когато конституцията е изменена, а правомощията на министър-председателя са поделени между президента и новосъздаденият пост на Вицепрезидент на Иран.

## Живи бивши министър-председатели
| Име               | Снимка | Мандат    | Роден на                  |
| ----------------- | ------ | --------- | ------------------------- |
| Мир Хосеин Мусави |        | 1981–1989 | 2 март 1942 г. (на 82 г.) |